# Wapen van IJzendijke

Het wapen van de stad IJzendijke

Het wapen van IJzendijke werd op 31 juli 1817 aan de Zeeuwse gemeente IJzendijke toegekend. De gemeente werd in 1970 opgeheven, fuseerde met de gemeente met een aantal andere plaatsen tot de gemeente Oostburg, waardoor het wapen niet langer meer in gebruik is. In het register van de Hoge Raad van Adel is geen tekst opgenomen, er is uitsluitend een tekening van het wapen bekend.

## Blazoenering
Als er tekst zou zijn geweest, dan zou de blazoenering van het wapen als volgt geluid kunnen hebben:
Van vair. Het schild gedekt met een gouden kroon van 3 bladeren en 2 parels en ter weerszijden gehouden door een engeltje van natuurlijke kleur, het rechtse houdende een doek van goud om zich heen geslagen, het linkse een doek van purper, het geheel staande op een grond van sinopel.
Het wapen is geheel van een heraldische kleur: pelswerk. Op het schild een kroon van drie bladeren met daartussen twee parels. Als schildhouders twee engelen: rechts (voor de kijker links) een met een goudkleurige doek en links (voor de kijker rechts) een met een paarse doek. De beide engeltjes hebben een natuurlijke kleur, dus huid van huidskleur, witte vleugeltjes en een haarkleur zoals de tekenaar dat wenst. Hoewel strikt genomen niet nodig is het schild wel op een ondergrond geplaatst, in dit geval een van gras.

## Geschiedenis
Het wapen is afgeleid van het wapen van de 16e-eeuwse Heren van IJzendijke . Het wapen werd sinds 1622 gevoerd, Sierksma noemt geen jaartal, maar geeft wel aan dat ten tijde van de Spaanse Nederlanden dit wapen reeds gevoerd werd. In 1815 werd een rijker gedecoreerd wapen aangevraagd met kwasten en meer ornamenten en omringd door bloemranken. Boven het schild zou een lint met tekst moeten komen. Op het lint zou te lezen moeten zijn: "Godt is myn hulp".

## Wapens met de kleur purper

Het wapen van Zijpe
Het wapen van Beek
Het wapen van Hoek (Terneuzen)